# 紀広浜
紀 広浜（き の ひろはま）は、平安時代初期の貴族。大納言・紀古佐美の長男。官位は正四位下・参議。

## 経歴
延暦14年（795年）長門介に任ぜられる。延暦16年（797年）父の大納言・紀古佐美の薨去に前後して少判事に遷ると、式部大丞・勘解由判官と京官を務め、延暦18年（799年）従五位下・肥後守に叙任される。延暦24年（805年）従五位上。
平城朝に入ると俄に重用され、大同2年（807年）正五位下・右中弁、大同3年（808年）従四位下と急速に昇進し、嵯峨朝初頭の大同4年（809年）には畿内観察使に任ぜられ公卿に列す。翌大同5年（810年）観察使制度の廃止により参議となり、右大弁に大学頭を兼ねる。
嵯峨朝では議政官として右大弁・右兵衛督と文武の官職を兼帯したのち、弘仁7年（816年）には大宰大弐を兼ねる一方、弘仁6年（815年）には従四位上に叙せられている。また、弘仁3年（812年）多人長を博士として行われた『日本書紀』の講義にも参席した。弘仁10年（819年）正月に正四位下に至るが、同年7月2日卒去。享年61。最終官位は参議正四位下行大宰大弐。

## 官歴
注記のないものは『日本後紀』による。
- 延暦14年（795年） 2月8日：長門介[2]
- 延暦16年（797年） 日付不詳：少判事[2]。6月6日：式部大丞[2]。9月4日：勘解由判官[2]
- 時期不詳：正六位上
- 延暦18年（799年） 5月7日：従五位下、肥後守[2]
- 延暦24年（805年） 6月19日：従五位上
- 大同2年（807年） 2月3日：正五位下。2月29日：右中弁[2]。9月16日：兼内蔵頭[2]
- 大同3年（808年） 正月25日：従四位下。7月：左京大夫[2]。8月22日：兼美濃守、11月27日：右京大夫、美濃守如元
- 大同4年（809年） 9月19日：畿内観察使
- 大同5年（810年） 正月11日：兼上野守[2]。4月16日：左京大夫[2]。6月10日：停観察使[2]。8月15日：右大弁[2]。8月21日：兼大学頭[2]。9月10日：参議[2]
- 弘仁2年（811年） 6月1日：兼右兵衛督、右大弁大学頭上野守如元
- 弘仁6年（815年） 正月7日：従四位上。4月8日：賜田10町
- 弘仁7年（816年） 正月10日：兼大宰大弐、去右大弁か[2]
- 弘仁10年（819年） 正月7日：正四位下。7月2日：卒去（参議正四位下行大宰大弐）

## 系譜
『尊卑分脈』による。
- 父：紀古佐美[2]
- 母：不詳
- 生母不詳の子女
  - 男子：紀善峯（?-837）
  - 男子：紀長江 - 大宰大弐従四位上